# Bligo (Buaran)
Bligo is een bestuurslaag in het regentschap Pekalongan van de provincie Midden-Java, Indonesië. Bligo telt 3796 inwoners (volkstelling 2010).